# Dorstenia yambuyaensis
Dorstenia yambuyaensis là một loài thực vật có hoa trong họ Moraceae. Loài này được De Wild. mô tả khoa học đầu tiên năm 1908.

## Hình ảnh

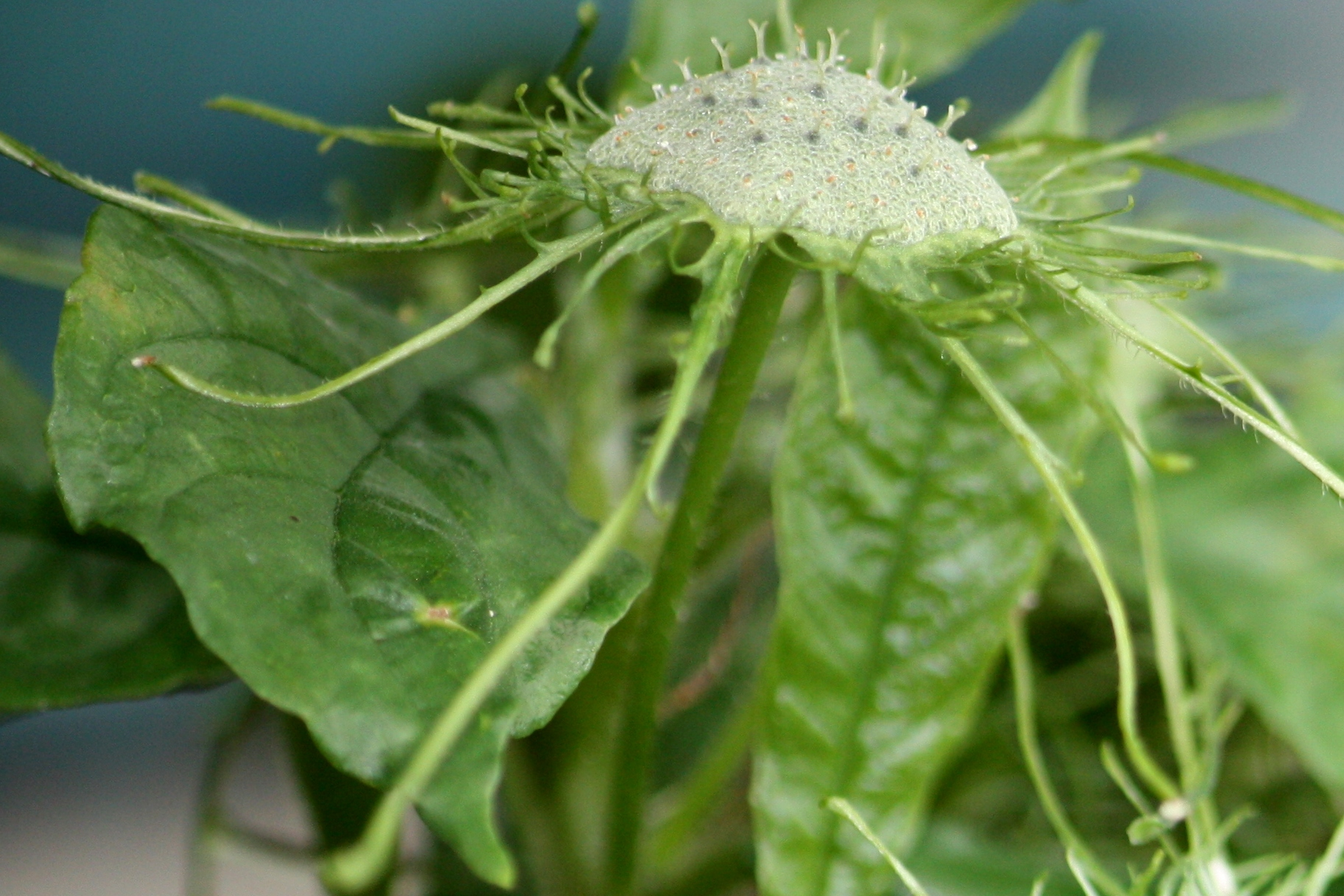
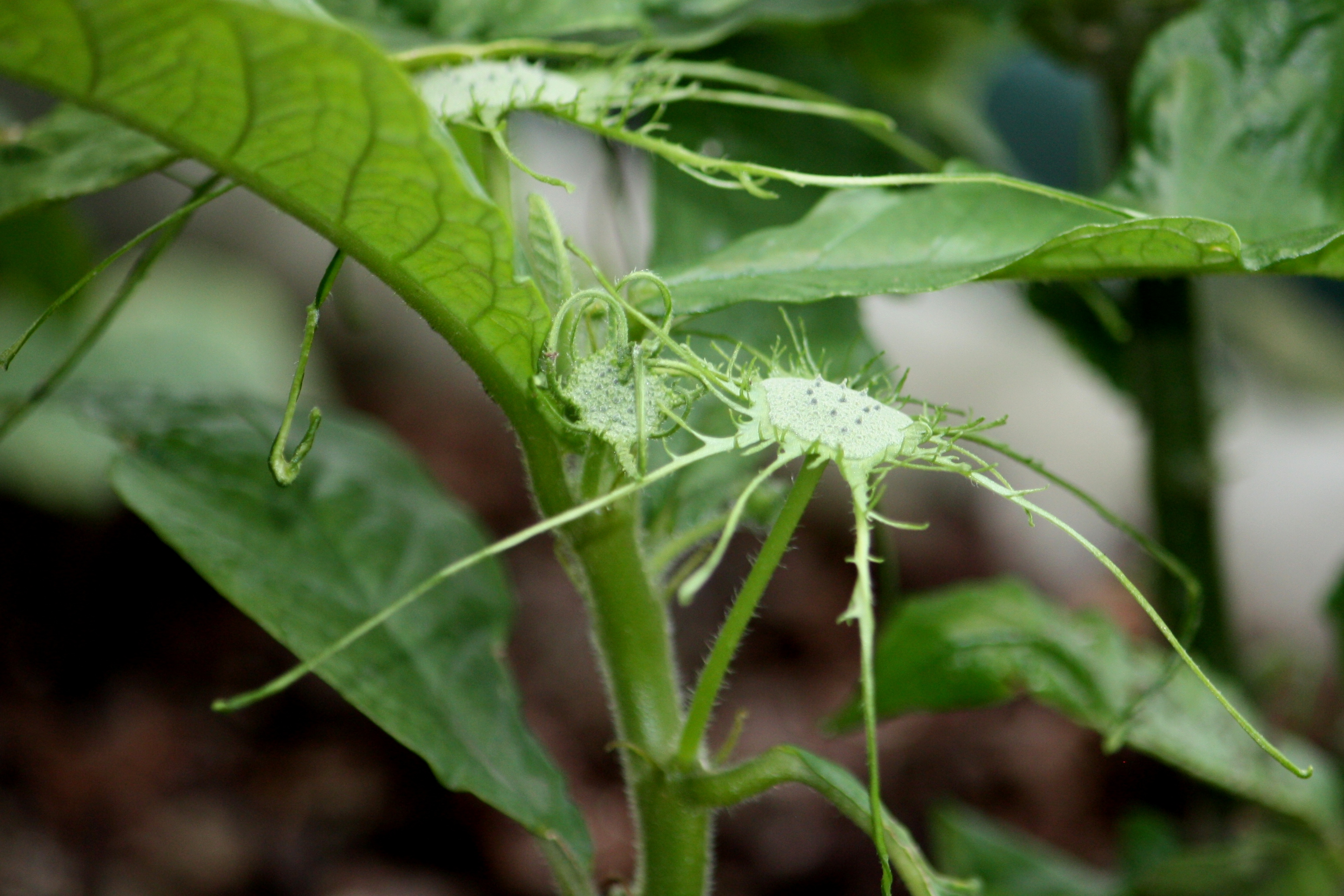
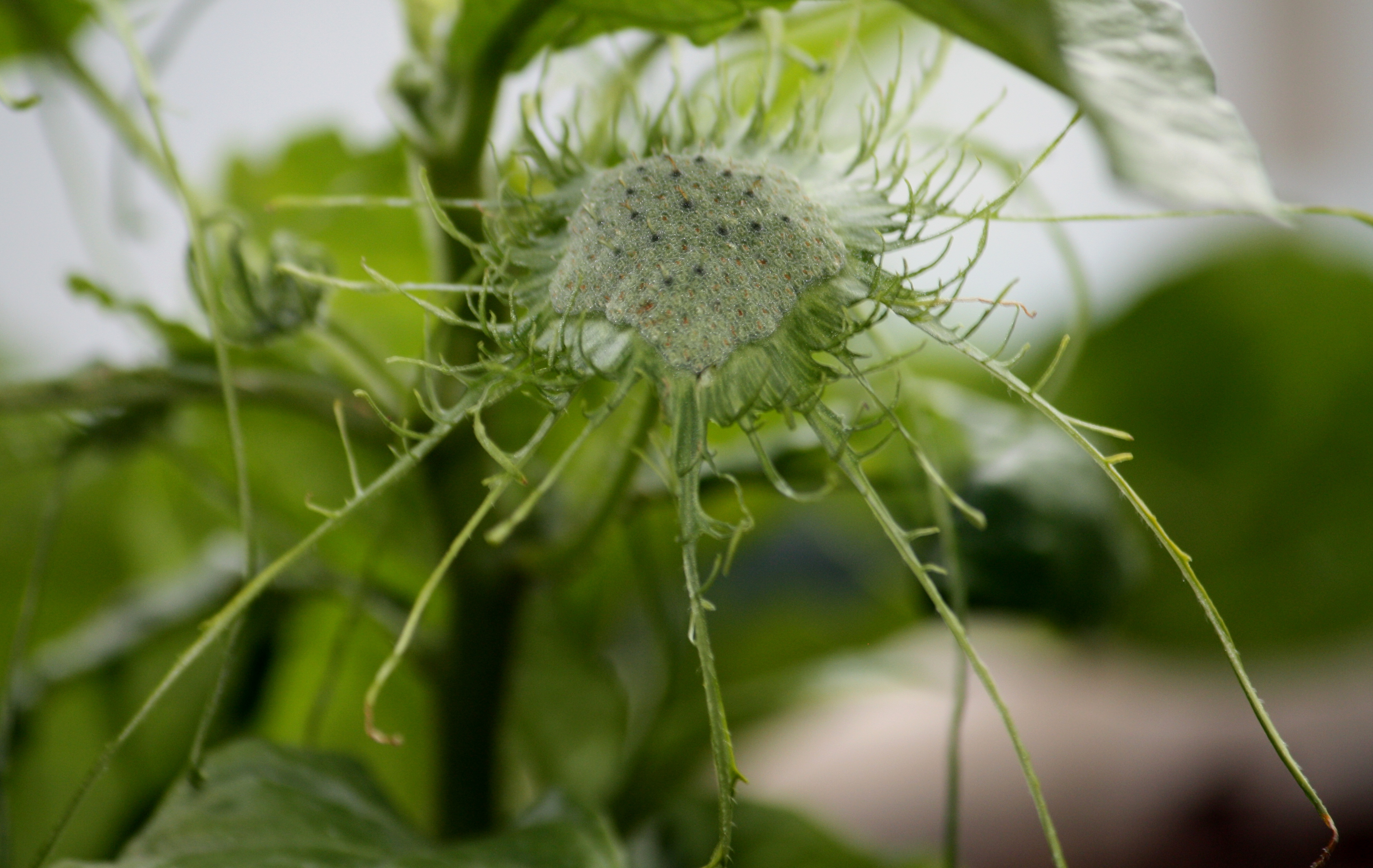
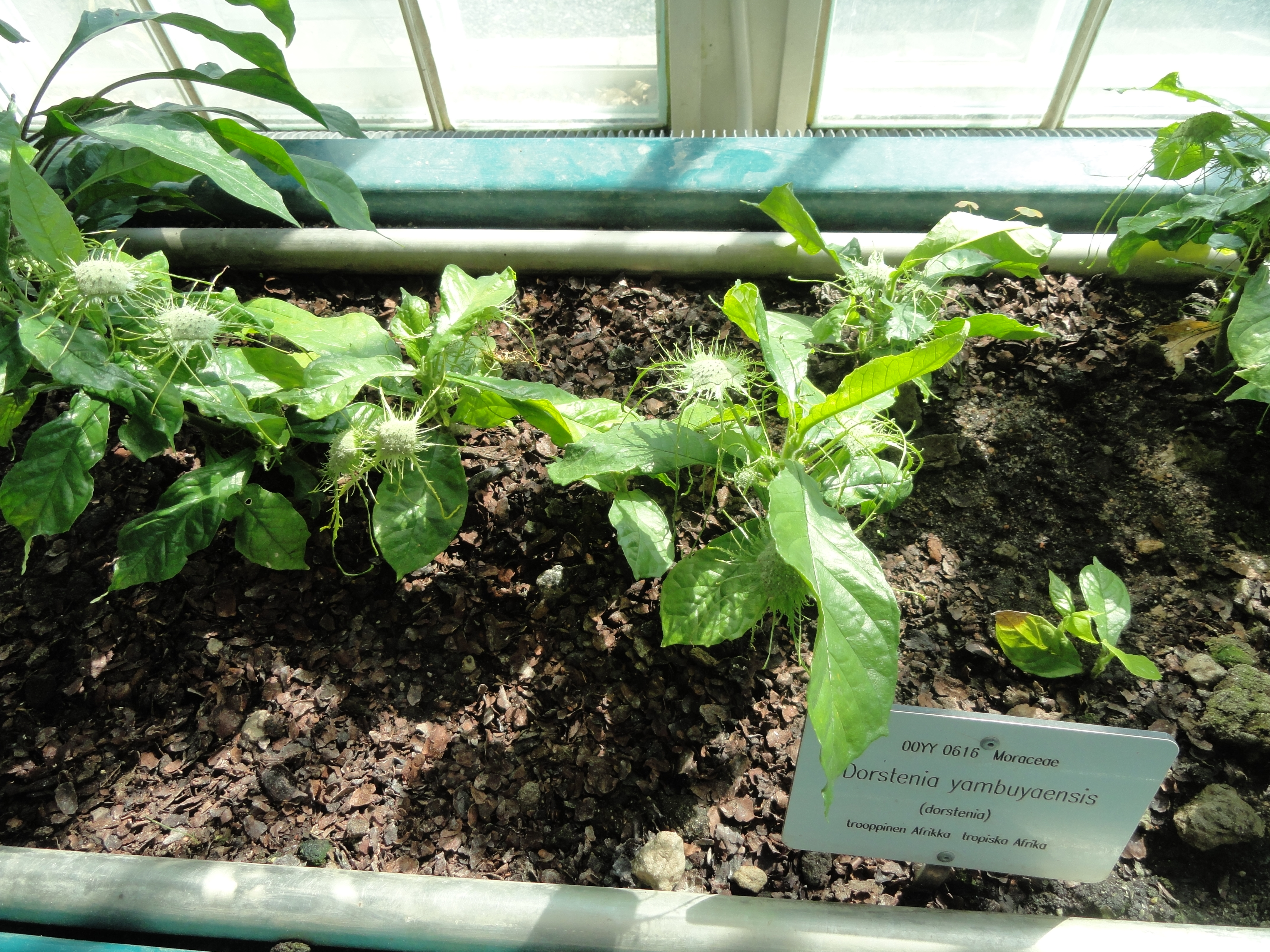